# 鍵師
『鍵師』（かぎし）は、1993年から1997年までフジテレビ系で放送されたテレビドラマシリーズ。全5回。主演は渡辺謙。
放送枠は「金曜ドラマシアター」（第1作）、「金曜エンタテイメント」（第2作 - 第5作）。

## 概要
東京の下町で深川ロック・サービスの幟を自転車に立てて営業をする錠前屋、水谷浩二を主人公としたドラマ。主人公と岸田今日子演ずる母親の二人の軽妙なやりとりは、渡辺・岸田出演でほぼ同時期に放送された『御家人斬九郎』と同様である。
第1作では、浩二には死んだ兄の妻である幸枝と甥の貴一がいるとの設定であるが、第2作以降には登場しない。

## キャスト

### レギュラー
水谷浩二
演 - 渡辺謙
どんな錠前でも開けてしまうという天才。鍵師（ロック・スミス）と自称している。アメリカで修行を積んでいる。
白井留美
演 - 小林聡美
水谷家の隣の花屋の娘。浩二にベタ惚れだが、相手にされていない。
長門屋
演 - 石井愃一（第1作・第3作）
鍵屋。
水谷フミ
演 - 岸田今日子
浩二の母親で浩二と二人暮らし。

### ゲスト
第1作（1993年）
- 水谷幸枝（喫茶店店主・浩二の義姉） - 萬田久子
- 水谷貴一（幸枝の息子） - 池田貴尉
- 立山良雄（検察庁特別捜査部 部長検事） - 石橋蓮司
- 権藤（権藤興業 社長） - 中尾彬
- 大塚（会長） - 渡辺哲
- 大塚の部下 - 菅田俊
- 権藤（権藤の妻） - 工藤明子
- 居酒屋「がんこ」主人 - 丸岡奨詞
- 塩野（立山の部下） - 竹本純平
- 島峰宝石店 店長 - 加島潤
- 権藤の部下 - 青木卓司
- 医師 - 山崎満
- 富士質屋 - 平野稔
- 立山の部下 - こねり翔
- 小学生 - 宮野翔太
- 酒井敏也

第2作（1994年）
- 野平幸子（野平の妻） - かとうかずこ
- 野平勉（鍵屋・浩二のロサンゼルス留学時代の友人） - 西村雅彦
- 磯貝（偽の裏磐梯美術館 館長） - 西田健
- 倉田（偽の役場職員） - 神戸浩
- 稲賀（葬式の喪主） - 北見敏之
- 磯貝の部下 - 天田益男
- 深川北警察署 刑事 - 竹本純平
- 和尚 - 浦野眞彦
- 美術館職員 - 華岡陽子
- 警備員 - 伊藤昌一
- 野平香織（野平と幸子の娘） - 井上真央
- 会長 - 金田龍之介

第3作（1995年）
- 長瀬行雄（長瀬印刷 社長・サキの息子） - ガダルカナル・タカ
- 合田（借金の踏み倒し） - 上田耕一
- 倉橋の部下 - 高峰圭二
- 倉橋の部下 - 大村波彦
- 長瀬（長瀬の妻） - 佐藤直子
- 榎田（長瀬の客） - 草野裕
- サキの客 - 松井範雄
- 郵便配達人 - 有村圭助
- 恋人詐欺被害未遂者 - 芦沢孝子
- 蕎麦屋店主 - 田村元治
- 長瀬印刷の借金債権者 - 加藤治、小林すすむ
- 池山サキ（池山金融 社長） - 菅井きん
- 長瀬正一（長瀬の息子） - 牟田将士
- 車の鍵を無くした男 - 三谷幸喜
- 玲子（車の鍵を無くした男の恋人） - 高橋理恵子
- 倉橋（金貸し） - 立川三貴
- 加藤正治（詐欺師） - 藤田敏八
- 田代美緒

第4作（1996年）
- 近藤沙織（女子高生） - 高橋かおり
- おばあちゃん - 千石規子
- 近藤（沙織の父） - 河原崎建三
- 里山（ごろつき） - 日野陽仁
- 桑原（深川交番 警官） - 伊藤俊人
- 蓑田（警部） - 西岡徳馬
- 陳（盗品のブローカー） - 宋英徳
- 刑事 - 大橋一三
- 刑事 - 伊原幸司
- 近藤（沙織の母） - 高林由紀子
- 雲水寺 住職 - 小野武彦
- 梅垣義明
- 中根徹
- 井上あんり
- 松本じゅん
- 井上裕希子

第5作（1997年）
- 由里翔子（太郎の妻） - 中村久美
- アパートの大家 - 沼田爆
- 木下（留美の見合い相手） - 吉見一豊
- 津久井（島岡の部下） - 伊藤洋三郎
- 佐々木（島岡の部下） - 本城丸裕
- 由里太郎（内装店経営者） - 渡辺徹
- 美香（島岡の秘書） - 白石ひとみ
- 安達 - 小川隆市
- 島岡靖光（総会屋） - 鶴田忍
- 小日向文世

## スタッフ
- 原作 - 大谷二三男
- 脚本 - 岩田元喜(1)-(4)、森らいみ(5)
- 演出 - 杉村六郎(1)-(3)、長尾啓司(4)(5)
- 音楽 - 渡辺博也
- 選曲 - 山川繁
- 技術協力 - IMAGICA(2-4)、神奈川メディアセンター（5）
- 協力 - 日本ロックサービス
- 制作協力 - 松竹大船撮影所
- 企画 - 鈴木哲夫（フジテレビ）(1-3)、佐生哲雄（松竹）(3-)、遠藤龍之介（フジテレビ）(4)、清水賢治（フジテレビ）(5)、西渕憲司（フジテレビ）(5)
- プロデューサー - 椿宜和、佐生哲雄(1)、足立弘平(3-)、大辻健一郎（フジテレビ）(3)
- 制作 - 松竹、フジテレビ

## 放送日程
- 第4作は金曜21:02 - 22:52の予定だったが、前座番組であるプロ野球中継「広島東洋×巨人」（広島市民球場、テレビ新広島制作）が延長したため繰り下げ（延長時間は不明）。

| 話数 | 放送日         | サブタイトル                                                                    | 脚本     | 監督     |
| ---- | -------------- | ------------------------------------------------------------------------------- | -------- | -------- |
| 1    | 1993年03月12日 | 愛する人のために天才鍵師が立ち上がった!                                         | 岩田元喜 | 杉村六郎 |
| 2    | 1994年08月26日 | 頑張れ謙さん特別企画 ターゲットは史上最強の中国金庫! 秘宝つぼめぐる磐梯山の決闘 | 岩田元喜 | 杉村六郎 |
| 3    | 1995年08月04日 | サギ師VS.金貸しVS.天才鍵師!! ダマされた母救えゴールドフィンガー!!               | 岩田元喜 | 杉村六郎 |
| 4    | 1996年05月24日 | 盗まれた高額宝石を追え!                                                         | 岩田元喜 | 長尾啓司 |
| 5    | 1997年10月17日 | 完全無欠鍵のプロ!悩める者の救世主                                               | 森らいみ | 長尾啓司 |